# ISO 3166-2:PY

ISO 3166-2:PY

Kódy ISO 3166-2 pro Paraguay identifikují 17 departmentů a hlavní město (stav v roce 2015). První část (PY) je mezinárodní kód pro Paraguay, druhá část sestává z jednoho nebo dvou čísel nebo tří písmen identifikujících department nebo hlavní město.

## Seznam kódů
```
PY-1   Concepción (Concepción)
PY-2   San Pedro (San Pedro del Ycuamandyyú)
PY-3   Cordillera (Caacupé)
PY-4   Guairá (Villarrica)
PY-5   Caaguazú (Coronel Oviedo)
PY-6   Caazapá (Caazapá)
PY-7   Itapúa (Encarnación)
PY-8   Misiones (San Juan Bautista de las Misiones)
PY-9   Paraguarí (Paraguarí)
PY-10  Alto Paraná (Ciudad del Este)
PY-11  Central (Areguá)
PY-12  Ñeembucú (Pilar)
PY-13  Amambay (Pedro Juan Caballero)
PY-14  Canindeyú (Salto del Guairá)
PY-15  Presidente Hayes (Pozo Colorado)
PY-16  Alto Paraguay (Fuerte Olimpo)
PY-19  Boquerón (Filadelfia)
PY-ASU Asunción (Asunción)
```